# Malé Raškovce
 Malé Raškovce, také Malé Ražkovce nebo Malá Raška (maďarsky Kisráska), jsou obec na Slovensku. Nacházejí se v Košickém kraji, v okrese Michalovce. Obec má rozlohu 8,75 km² a leží v nadmořské výšce 102 m. V roce 2011 v obci žilo 244 obyvatel.  První písemná zmínka o obci pochází z roku 1478.
Na území obce je chráněné ptačí území Medzibodrožie.

## Historie
První písemná zmínka o obci pochází z roku 1220. Do uzavření Trianonské smlouvy byla obec součástí Uherska, poté byla součástí Československa. V roce 1921 zde žilo 312 obyvatel, z toho 20 Čechoslováků,  260 Maďarů a 24 Židů.  V letech 1938 až 1945 byla (na základě první vídeňské arbitráže) součástí Maďarského království.